# João de Castilho
João de Castilho o Juan de Castillo, en espanyol (Trasmiera, Cantabria, 1470 - Tomar, Portugal, 1553), va ser un arquitecte càntabre que desenvolupà la major part de la seva carrera a Portugal i està reconegut com el més gran arquitecte de l'època en aquest país i un dels més grans d'Europa. Intervingué, entre d'altres moltes obres, a la direcció de cinc monuments declarats Patrimoni Cultural de la Humanitat per la Unesco. Conreà diversos estils arquitectònics amb mestratge com el plateresc, manuelí i renaixentista. La seva gran capacitat de treball li va permetre de dirigir simultàniament moltes de les seves obres.

## Primers treballs a Espanya
Col·laborà als treballs de millora de la Catedral de Burgos i més tard es traslladà a Sevilla per participar en la construcció de la Catedral de Sevilla. És en aquesta ciutat on és cridat per l'arquebisbe de Braga, Diogo de Sousa el 1509 per dirigir la construcció de l'altar major de la catedral.

## Obres a Portugal
A la Catedral de Braga construeix la cobertura de l'altar major, una de les primeres voltes de creueria de Portugal amb una complexitat de nervadures desconeguda al país fins aleshores. També construeix l'absis i el nàrtex.
El 1511 és cridat a Vila do Conde per donar una nova empenta a la construcció de l'Església Matriu que s'arrossegava ja 15 anys. Refà la volta a l'estil de la de Braga i acaba l'obra en tres anys. Destaca, a més de la volta, el portal manuelí. Mentrestant dirigeix la construcció d'un pont a Guimarães.

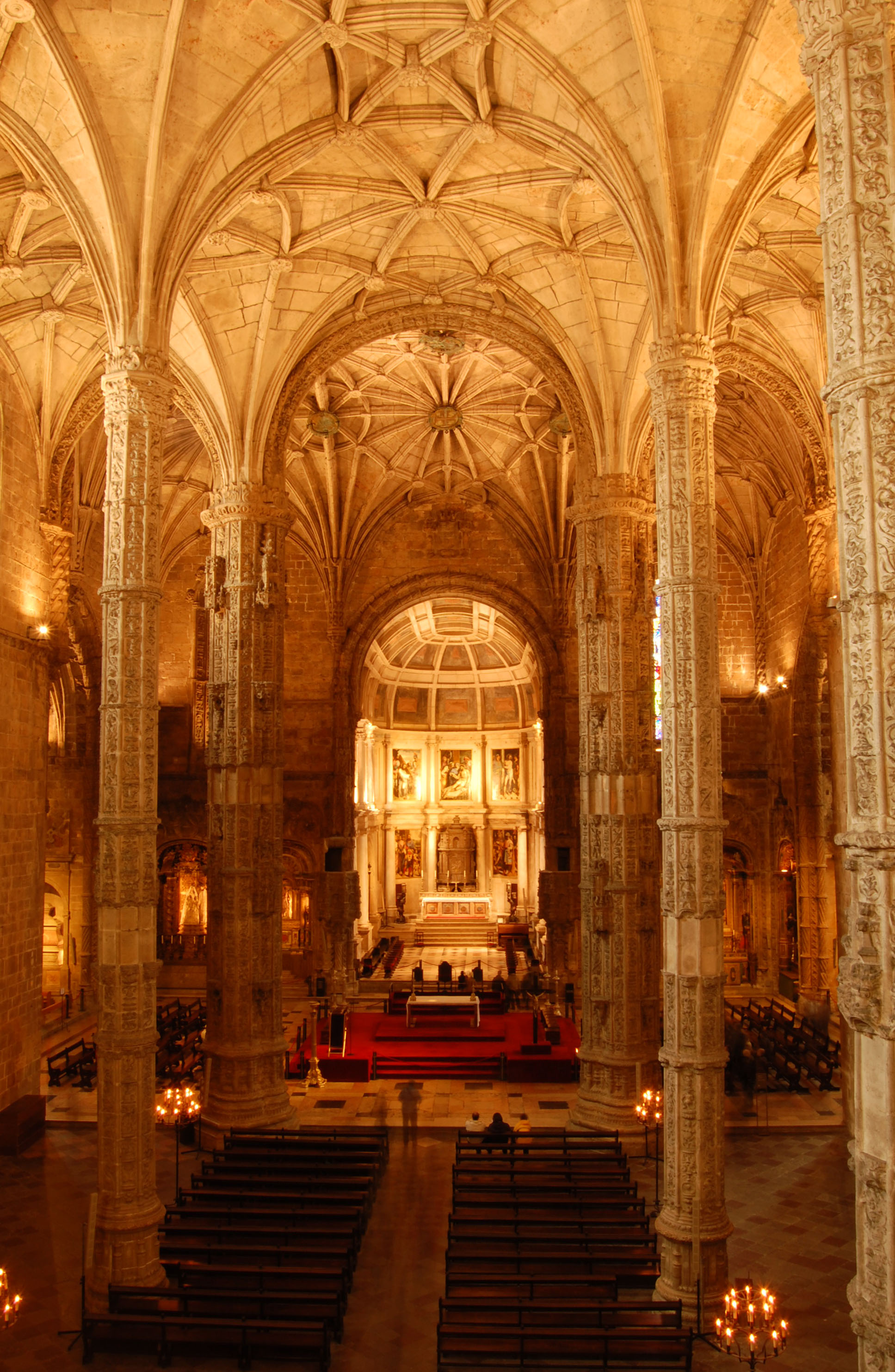
Monestir dels Jerònims. Nau de l'església.

El 1513 viatja a Tomar per dirigir les obres del Convent de Crist i solucionar una sèrie de qüestions que el treball previ de Diogo de Arruda deixà per resoldre: l'articulació de la vella girola amb el cor; la cobertura de la nau amb voltes de creueria; la finalització del cor a la seva relació amb la nau de l'església i la construcció d'un nou accés monumental a la façana sud, el cèlebre portal sud. Dirigirà les obres de manera intermitent fins a la seva mort el 1553.
El 1516 succeeix Diogo de Boitaca al Monestir dels Jerònims de Belém, considerada per molts com la seva gran obra. L'obra, encara en fase inicial, començà catorze anys abans, el 1502. Onze anys més tard ja estaria acabada en l'essencial. El seu treball consistí, a l'església: el portal sud, la volta de creueria, les columnes decorades que suporten l'extraordinari sostre i el transsepte i al monestir: la major part del claustre, la sala capitular, el refectori i la sagristia.
Tot i que a la construcció domina el manuelí, aquest s'aproxima a l'estil renaixentista.
Paral·lelament, el 1519 el rei Manuel I li confia la construcció de la sagristia i la biblioteca del Monestir d'Alcobaça.
El 1528 és anomenat mestre d'obres del Monestir de Batalha. Les seves principals obres són la llotja i la unió de la capçalera de l'església amb les Capelles inacabades.
A partir del 1530 el seu llenguatge pateix una metamorfosi cap al renaixement ja apuntada al Monestir dels Jerònims. Aprèn l'estil renaixentista de forma autodidacta llegint llibres de Vitruvi, Leon Battista Alberti i Diego de Sagredo. Entre el 1531 i el 1548 duu a terme l'ampliació del Convent de Crist amb l'addició de 6 claustres i diverses dependències.
El 1541 dirigeix la construcció de la Fortalesa d'Al-Djadida al Marroc. Seguint el projecte traçat per Benedetto da Ravena i amb l'ajut de 1500 paletes vinguts de Tomar, conclou el treball en poc més d'un any. El capità major d'Al-Djadida el va qualificar d'"home per a construir el món".
El 1547 construeix l'Ermita de Nostra Senyora de la Concepció, a Tomar, prop del convent, destinada a mausoleu del rei Joan III i, ja, d'aspecte totalment “romà”.